# Fabryka Przetworów Chemicznych „Dobrolin”

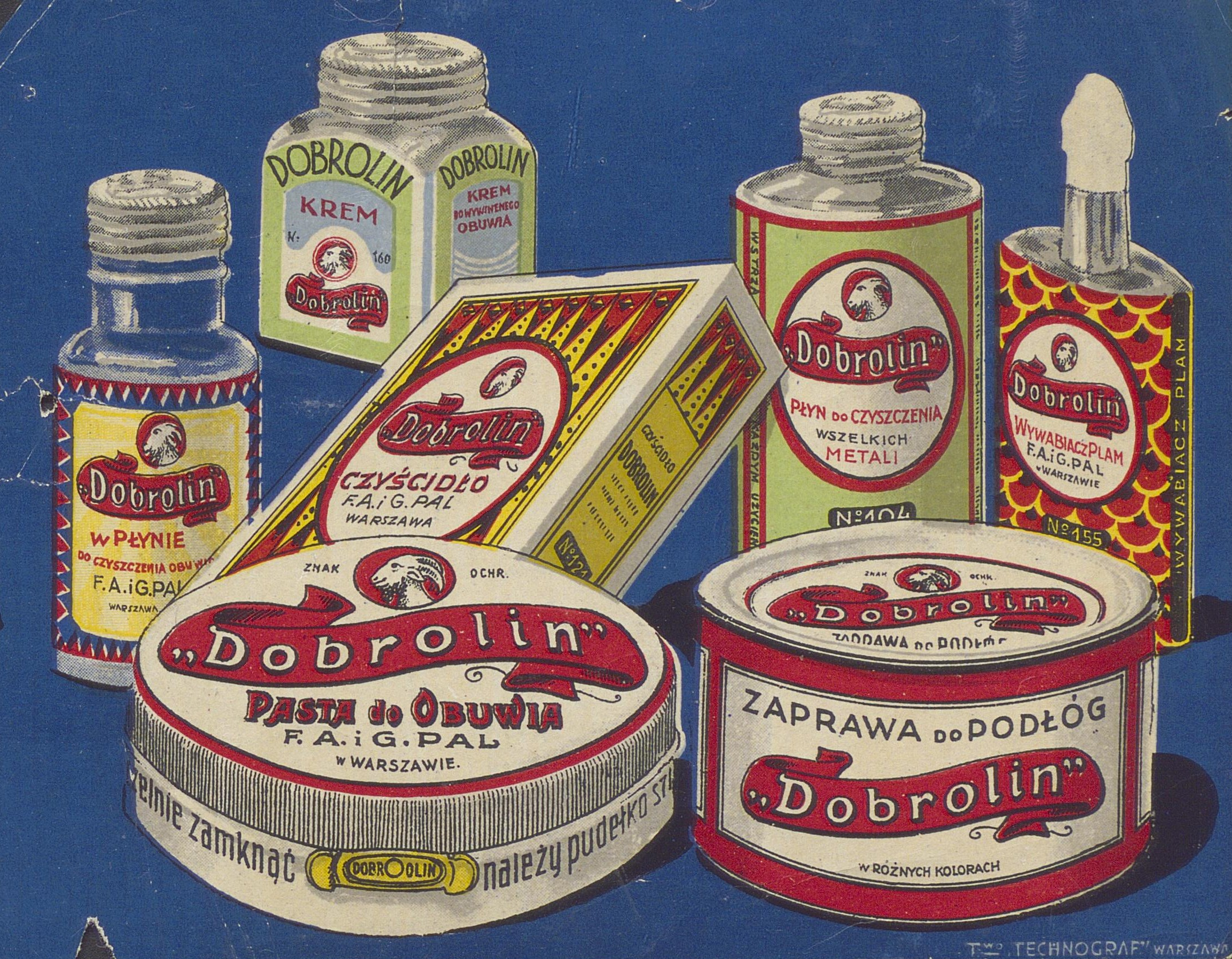
Produkty wytwarzane przez „Dobrolin” w okresie międzywojennym

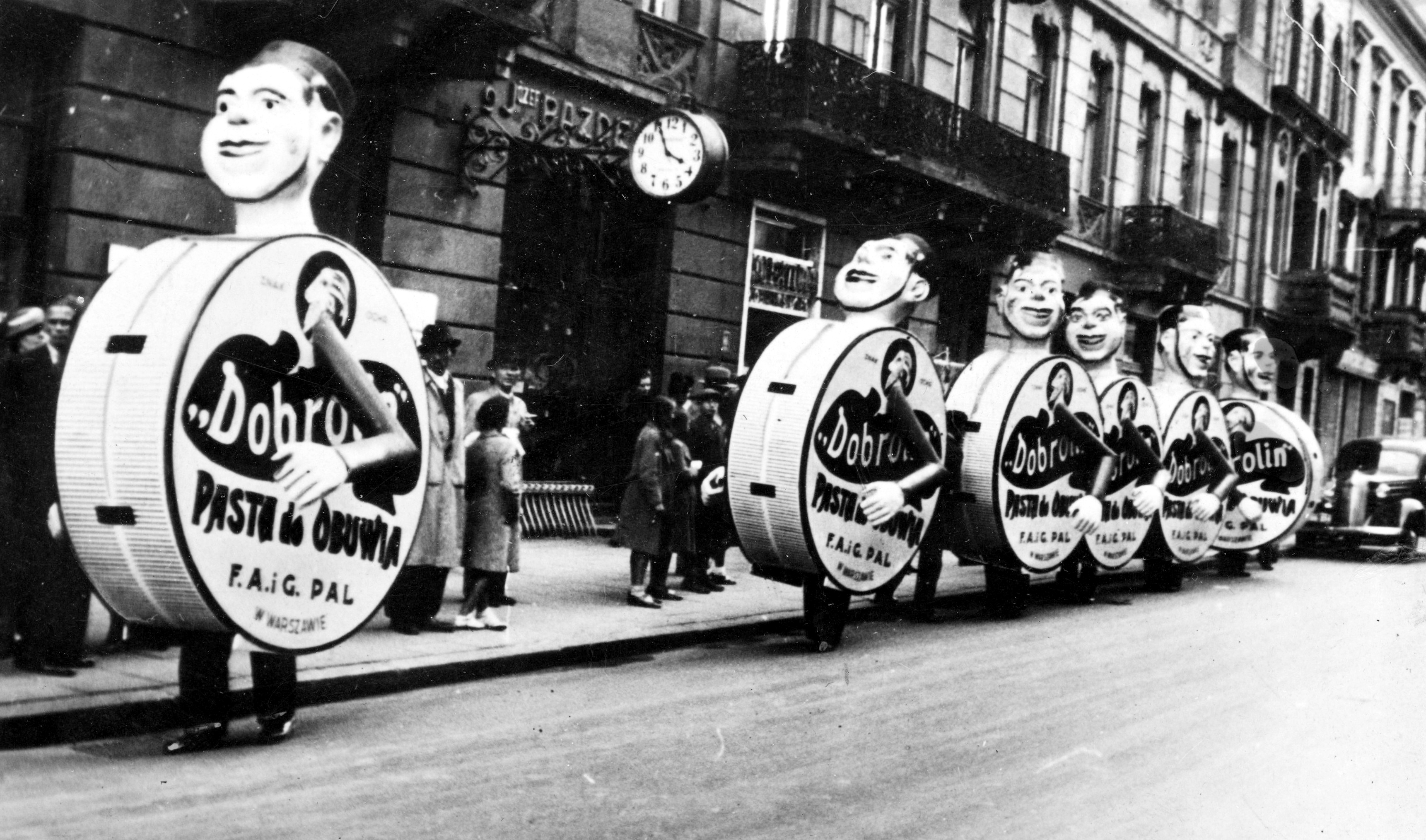
Reklama produkowanej przez przedsiębiorstwo pasty do butów „Dobrolin” na ul. Brackiej w Warszawie (przed 1939 rokiem)

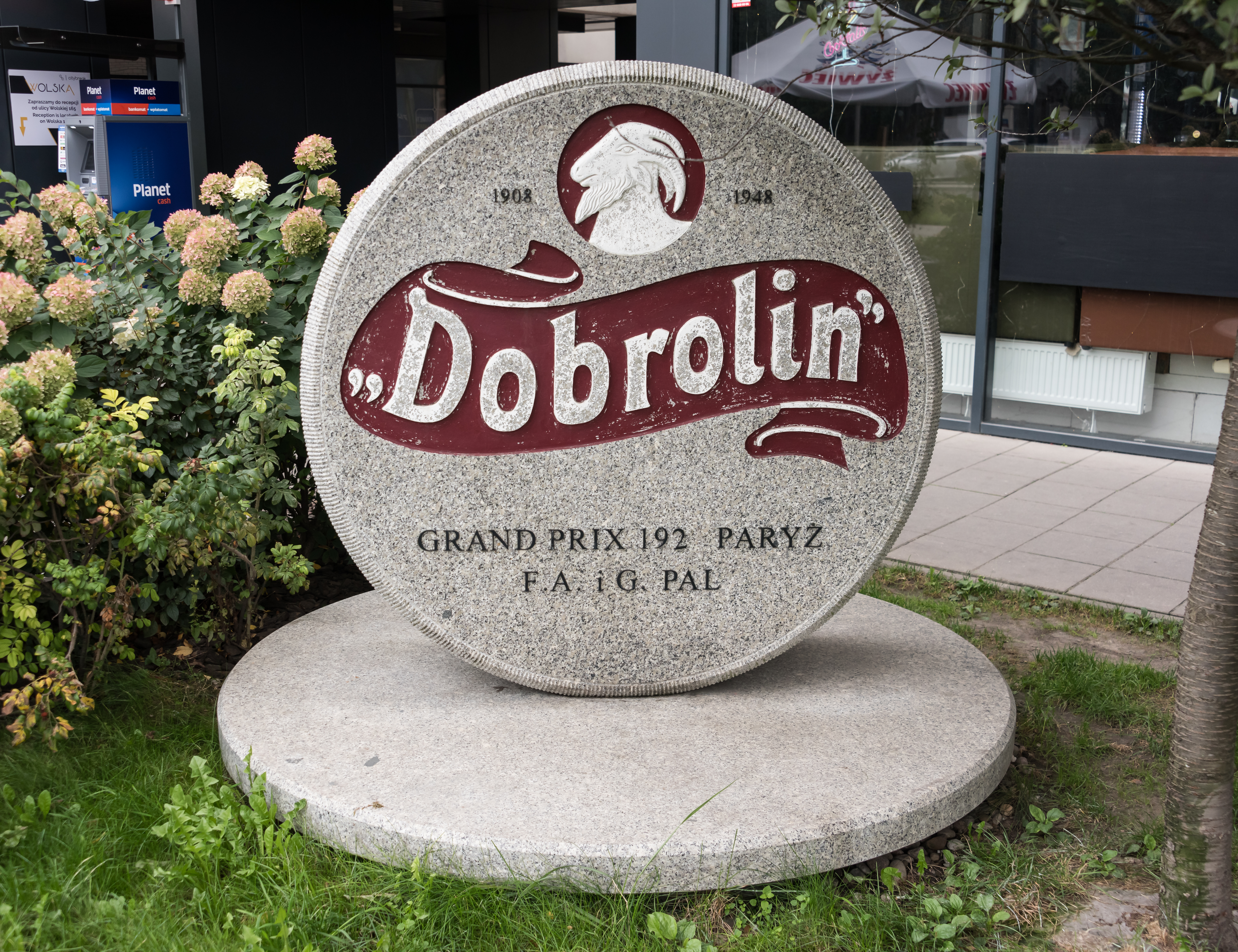
Upamiętnienie przedsiębiorstwa przy ul. Wolskiej 195

Fabryka Przetworów Chemicznych „Dobrolin”, właśc. Fabryka Przetworów Chemicznych „Dobrolin”, F. A i G. Pal. S-ka Firmowa – nieistniejące już przedsiębiorstwo z sektora przetwórstwa chemicznego, które znajdowało się przy ul. Wolskiej 157/159 w Warszawie.

## Opis
Założycielem przedsiębiorstwa był Ferdynand Adolf Pahl. Około 1800 roku rodzina Pahlów przyjechała, prawdopodobnie z północnych Niemiec, do Koła, skąd później przeniosła się do Włocławka. W 1907 roku Pahlowie (w późniejszych latach członkowie rodziny zaczęli używać spolszczonej formy nazwiska) przeprowadzili się z Włocławka do Warszawy.
W 1908 roku Ferdynand Adolf Pahl kupił małą wytwórnię pasty do butów znajdującą się przy ul. Wołowej 34 na Pradze. Po pewnym czasie przyjął do spółki braci – Oskara i Gustawa.
W 1914 roku przedsiębiorstwo przeniosło się na ul. Grzybowską 40 do wynajętych pomieszczeń należących do spółki Haberbusch i Schiele. W czasie I wojny światowej przestało funkcjonować z powodu konfiskaty surowców przez niemieckiego okupanta. Wznowiło działalność w 1919 roku, jednocześnie mechanizując i unowocześniając produkcję. W 1921 roku zostało przekształcone w spółkę akcyjną, a w 1928 roku przeniosło się do nowo wybudowanej własnej siedziby przy ul. Wolskiej 157/159 na Woli. Zespół produkcyjny „Dobrolina”, znajdujący się pomiędzy ulicami: Wolską, Gizów i Jana Kazimierza, składał się z kilkunastu budynków licowanych szarą cegłą, z elementami detalu art déco.
W 1927 roku spółka otrzymała nagrodę Grand Prix na Międzynarodowej Wystawie Przemysłu w Paryżu. Produkowała m.in. pastę do butów, pastę do podłóg, proszek do prania Mytol, proszek do czyszczenia Fors, płyn do czyszczenia Piecobłysk, proszek na insekty Sam oraz muchołapki. Jej specjalnością pozostawała pasta do butów, sprzedawana w pudełkach z wygodnymi bocznymi otwieraczami. Większość produktów była wytwarzana wyłącznie z krajowych surowców. Przedsiębiorstwo angażowało się w działalność dobroczynną, m.in. finansowało kolonie dla dzieci i ustanowiło fundusz wieczysty dla osób leczonych na jednym łóżku w Szpitalu Ewangelickim w Warszawie.
Po śmierci Ferdynanda Adolfa Pala w 1935 roku prezesem spółki został jego najmłodszy brat Gustaw. W 1938 roku zatrudniała ona 467 osób. Było to jedno z największych przedsiębiorstw z sektora przetwórstwa chemicznego w Polsce.
W czasie obrony Warszawy, na początku września 1939 roku, ulicę Wolską na wysokości „Dobrolina” przegrodzono barykadą, zbudowaną m.in. z dwóch wozów tramwajowych. 8 września 1939 roku na rozkaz dowódcy 8 kompanii 40 Pułku Piechoty Dzieci Lwowskich por. Zdzisława Pacaka-Kuźmirskiego, który postanowił usunąć z granicy bronionego odcinka i domów mieszkalnych materiał łatwopalny, z fabryki wytoczono ok. 100 beczek z terpentyną i rozmieszczono przed barykadą wzdłuż ulicy. Zabezpieczono także workami z piaskiem dojścia do znajdujących się na terenie przedsiębiorstwa podziemnych zbiorników z terpentyną. 9 września 1939 roku, kiedy niemiecka kolumna czołgów i samochodów pancernych podjechała pod barykadę, polscy obrońcy otworzyli ogień. Pożar wywołany przez eksplodujące beczki z terpentyną ogarnął ok. 100-metrowy odcinek ulicy. W płonących pojazdach zaczęła wybuchać amunicja; zapaliły się także niektóre budynki. Walka zakończyła się po ok. 45 minutach; Niemcy ponieśli ciężkie straty i zostali zmuszeni do wycofania się.
13 września 1939 roku w wyniku ostrzału artyleryjskiego na terenie przedsiębiorstwa wybuchł pożar. Został on ugaszony przez dwie sekcje Warszawskiej Straży Ogniowej, pomimo trudności z dotarciem do znajdującego się w pobliżu linii frontu zakładu.
Przedsiębiorstwo mogło wznowić produkcję po przywróceniu dostaw energii elektrycznej w październiku 1939 roku.
Dzięki interwencji u dowódcy SS Gustaw Pal, który biegle władał językiem niemieckim, uratował przed rozstrzelaniem grupę pracowników i członków ich rodzin, których wybuch powstania warszawskiego 1 sierpnia 1944 roku zastał na terenie fabryki. Zostali oni następnie ewakuowani wozami konnym „Dobrolina“ do Podkowy Leśnej i Łowicza.
W czasie II wojny światowej przedsiębiorstwo zostało zniszczone w stosunkowo niewielkim stopniu (według innego źródła w 1945 roku budynki były zniszczone w 70%, a urządzenia techniczne w 80%). Produkcję wznowiono w grudniu 1946 roku.
W 1947 roku przedsiębiorstwo zostało znacjonalizowane i zmieniło nazwę na Państwowa Fabryka Przetworów Chemicznych „Dobrolin”. Na krótko przejął je przemysł tłuszczowy, jednak później produkcję wstrzymano, maszyny i surowce wywieziono, a w budynkach dawnego „Dobrolina” ulokował się Zakład Sprężyn PZL Warszawa (według innego źródła Wytwórnia Sprzętu Komunikacyjnego „Delta-Warszawa II”). W 1957 roku podjęto nieudaną próbę reaktywacji przedsiębiorstwa przy ul. Zbarskiej na Ochocie.
W 2007 roku wszystkie budynki „Dobrolina” zostały wyburzone. Na ich miejscu w latach 2008–2012 powstało osiedle mieszkaniowe Dobrolin. W 2017 roku przed budynkiem osiedla znajdującym się przy ul. Wolskiej 195 odsłonięto wykonane z granitu upamiętnienie przedsiębiorstwa w kształcie pudełka pasty do butów.